# Washington Park (Carolina del Nord)
Washington Park è un comune degli Stati Uniti d'America, situato in Carolina del Nord, nella contea di Beaufort.